# Cucullia omissa
Cucullia omissa là một loài bướm đêm trong họ Noctuidae.